# John Fredy Quiñones
Jhon Quiñones (Medellín, Antioquia, Colombia; 5 de abril de 1994) es un futbolista colombiano. Juega de volante y su equipo actual es el Deportivo Independiente Medellín de la Categoría Primera A colombiana.

## Clubes
| Club                               | País       | Año         |
| ---------------------------------- | ---------- | ----------- |
| Divisiones Menores América de Cali | Colombia   | 2009 - 2011 |
| Deportivo Independiente Medellín   | Colombia   | 2011 - 2012 |
| Club Sport Cartaginés              | Costa Rica | 2013 - 2014 |